# Piano alpino

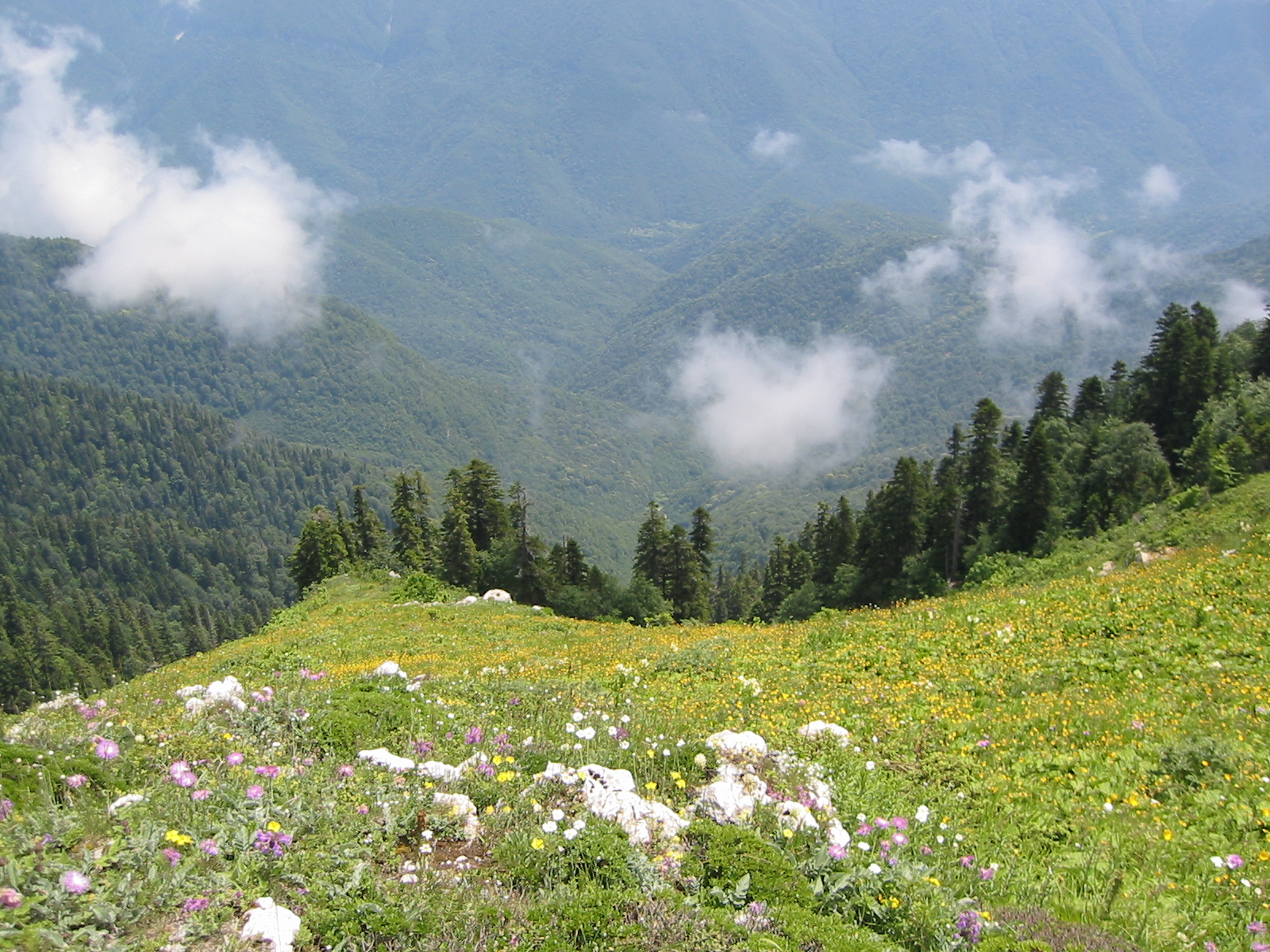
Piano alpino: Nardeti e Festuceti.
Più in basso la foresta di pecci del Piano montano superiore

Il piano alpino è un piano altitudinale, posto al di sotto del piano nivale o culminale, e al di sopra del piano montano, estendendosi dai 2000–2200 m ai 2600–3000 m s.l.m.
Corrisponde alla zona innevata solo nei mesi dell'inverno alpino (ottobre - aprile). In estate i suoi pendii sono coperti di vegetazione, hanno suoli moderatamente maturi e quasi completi. Tale vegetazione è detta "ipsòfila" (dal greco ύψος = altezza, cima e φιλέιν = amare).

## Orizzonti del piano alpino

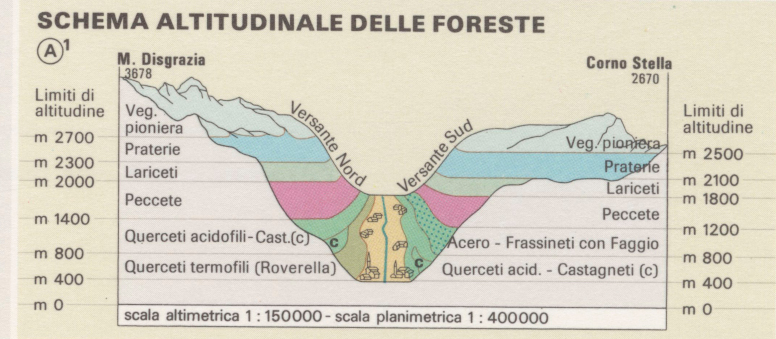
Schema altitudinale delle foreste

Il piano alpino è compreso fra due linee virtuali: quella superiore (a quota 2600–3000 m) detta "orizzonte nivale", che lo separa del sovrastante piano nivale, e quella inferiore (a quota 2000–2200 m) detta "orizzonte alpino", che lo separa dal sottostante piano montano.
Il piano alpino, nella parte alta è il piano delle praterie e dei pascoli alpini, mentre nella sua parte inferiore è il piano degli arbusteti e degli alberi nani. È dunque suddiviso in due ulteriori fasce: il piano alpino superiore, o piano subnivale (dai 2400 ai 2600–3000 m di altitudine) e il piano alpino inferiore (dai 2000-2200 ai 2400 m di altitudine). La linea che divide questi due piani secondari prende il nome di "orizzonte subnivale" o "della vegetazione prativa" e si colloca attorno ai 2400 m di quota:
- 2600–3000 m Orizzonte nivale
  - Piano alpino superiore. Prati continui (varieti, nardeti, festuceti, loiseleurieti)
- 2200–2400 m Orizzonte sub-nivale o della vegetazione prativa
  - Piano alpino inferiore. Arbusti, alberi nani e contorti, pascoli bassi (rodoreti, mugheti, ericeti)
- 2000–2200 m Orizzonte alpino

Ogni orizzonte coincide con il limite altitudinale di un determinato tipo di vegetazione: l'orizzonte nivale (2600–3000 m) corrisponde al limite superiore della vegetazione prativa continua, l'orizzonte subnivale (2400 m) a quello della vegetazione arbustiva e arborea isolata e l'orizzonte alpino (2000–2200 m) è il limite superiore della vegetazione arborea forestale. 
Quest'ultimo orizzonte non è difficile da individuare, perché, contrariamente agli altri (che consistono in linee molto irregolari, influenzate dalla morfologia, dall'innevamento e dai microclimi in generale), esso segue la linea terminale dei boschi (peccete, cembrete e lariceti), linea che non di rado è diritta e continua (salvo presenza di rupi o interventi umani di disboscamento per ricavare pascoli) e segue una isoipsa che sui versanti aprici (esposti a sud) corre fra i 2200–2400 m circa, mentre sui versanti bacìi (esposti a nord) è posta tra i 1800 e i 2000 m.

## Clima
Il piano alpino possiede un clima che rispetto a quello del piano nivale è nettamente più mite, meno incostante e meno soggetto a subitanee ed estreme variazioni, pur mantenendosi tra i climi molto freddi.
La stagione invernale è, relativamente all'altitudine, più corta e va da ottobre ad aprile, con temperature massime di poco inferiori agli 0 °C, ma che possono scendere sino a -25°.
Anche il periodo estivo (da maggio a settembre) presenta notevoli variazioni ed escursioni termiche, specie nei mesi di transizione (marzo, aprile e ottobre). La differenza di temperatura fra notte e giorno raggiunge i 15 - 20°, e quella fra parti esposte al sole e parti in ombra i 5 - 10°. Il valore massimo estivo, sempre superiore agli 0°, può scendere di 5 - 10° per la copertura del cielo, mentre la temperatura estiva giornaliera oscilla tra i +20 e 0° a 2000 m, e tra i +15 e i -5° a 2500 m. Variazioni improvvise interessano anche l'umidità relativa dell'aria, che può passare dal 35 al 90%, come anche la ventosità, che resta irregolare ma contenuta nei valori massimi. Complessivamente, un clima freddo e incostante, ma che non mette alla prova con valori eccessivi le funzioni vitali della vegetazione. Inoltre, rispetto al piano nivale, diminuisce molto la presenza di microclimi con accentuate differenze di parametri.

## Suoli
Lungo i pendìi, nelle vallette e sui dossi che si dipartono dalle zone culminali sotto l'orizzonte nivale, il suolo si arricchisce e tende a completarsi e ad acidificarsi (anche su rocce calcaree) a causa dell'aumento di humus, della diffusione dell'acido carbonico e della respirazione delle piante. Non è da trascurare anche l'effetto acidificatore e nitrificatore delle deiezioni dei bovini pascolanti, che spesso svolge un ruolo importante di arricchimento nei terreni più magri e dilavati.
Il completamento dei suoli alpini nelle zone dei prati - pascoli inizia con una forte diminuzione dello scheletro (i sassi si fanno sempre più radi) e con la comparsa progressiva, dai terreni più alti a quelli più bassi, degli orizzonti "A2", "B1" e "B2".
- A2: strato con materiale organico decomposto dai batteri e dall'acqua acidificata (azione di vari acidi prodotti dagli ossidi e dall'acqua) con buona percentuale di sali minerali.
- B1: strato di accumulo di molti sali minerali (e di parte dell'humus) per effetto dell'eluviazione. Il terreno è bruno-rossiccio per l'ossidazione.
- B2: strato di transizione fra gli orizzonti "B1" e "C", permette l'ampliamento delle radici.

La sequenza dei suoli calcarei, partendo dal limite dell'orizzonte nivale è la seguente:
- Rendzine iniziali: scarso humus, pH 7.
- Rendzine: humus sviluppato, pH 6.
- Podsol iniziale: humus acido, pH 4,5 - 5.
- Podsol alpino ferruginoso, pH 4.

Nei suoli silicei le rendzine iniziali hanno già un pH = 6.
La composizione e le trasformazioni dei suoli alpini sono fenomeni non ancora interamente spiegati, data anche la varietà degli ambienti e dei fattori coinvolti.

## Associazioni e specie
Nelle associazioni, qui descritte in modo assai sintetico, sono citate solo le specie rappresentative e quelle frequenti.

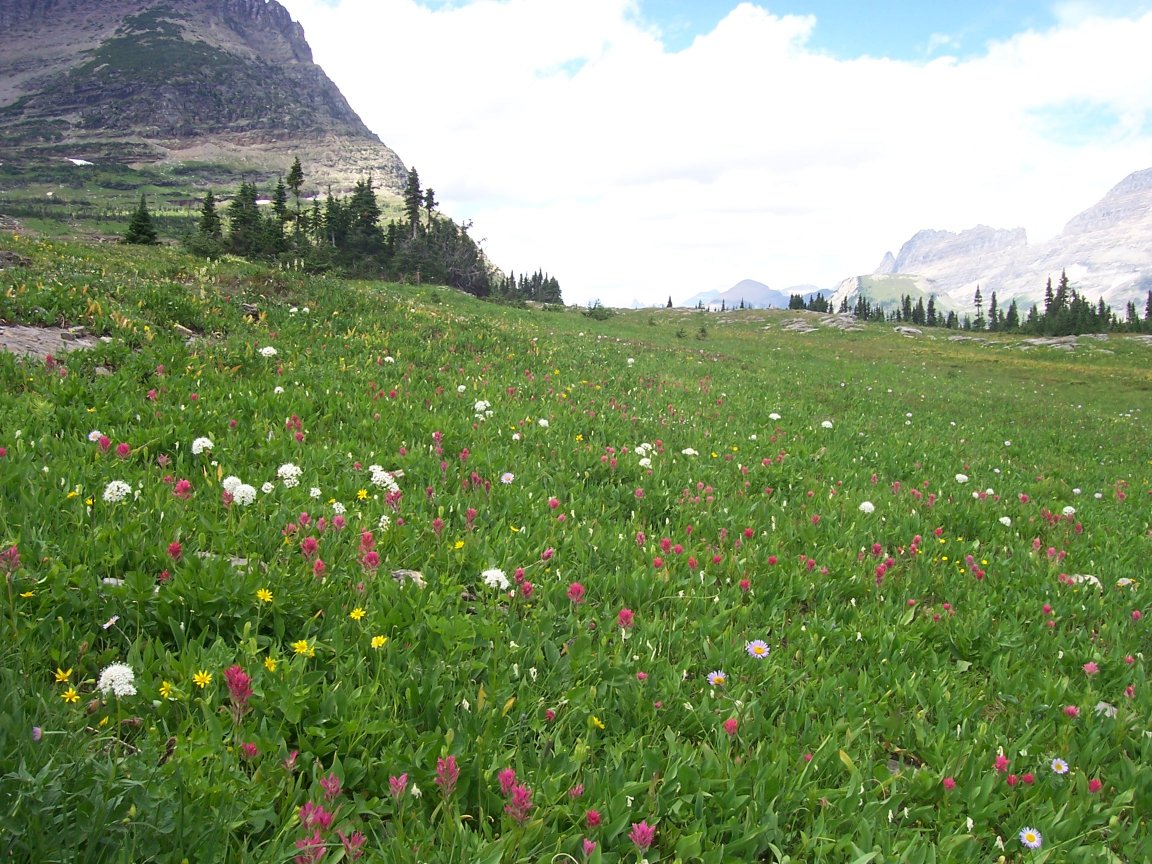
Piano alpino superiore. Prati e pascoli continui.

### Piano alpino superiore (o subnivale)
Piano dei prati e dei pascoli alpini continui.

#### Curvuleto
Il curvuleto, da Carice ricurva (Carex curvula) è un'associazione erbacea che raggiunge le quote più alte e i pendii più impervi, inserendosi spesso nel piano nivale. Pascolo molto magro, vegeta in suoli preferibilmente silicei o misti, ma si adatta anche ad ambienti calcarei. In condizioni climatiche meno difficili e soprattutto su pendii ripidi aprici domina la Carex varia, dando luogo ai "Varieti", che possono spingersi sino a quote assai più basse. Esempi: Versante camuno del Passo del Gavia, Versante orientale del Monte Baldo, Coste del M. Sabbione (Valli del Gesso di Entracque). 
- Carex curvula (Cyperaceae) - Carice ricurva
- Carex varia (Cyperaceae) - Carice varia
- Agrostis rupestris (Graminaceae) - Gramigna alpina (dal greco αγρόστις = gramigna)
- Avenula versicolor (Graminaceae)
- Festuca halleri (Graminaceae) - Festuca alpina
- Oreochloa distica (Graminaceae)
- Oreochloa pedemontana (Graminaceae)
- Poa alpina minor (Graminaceae) - Fienarola di monte
- Achillea moschata (Compositae) - Achillea moscata
- Antennaria carpatica (Compositae)
- Erigeron uniflorus (Compositae)
- Hieracium glanduliferum (Compositae)
- Leòntodon helveticus (Compositae) (dal greco λεόν = leone e οδόν = dente)
- Senecio incanus (Compositae) - Senecio
- Campanula scheuchtzeri (Campanulaceae) - Campanula alpina
- Phiteuma globulariaefolium (Campanulaceae) - Fiteuma
- Phiteuma hemisphericum (Campanulaceae)
- Pulsatilla vernalis (Campanulaceae) - Anemone di primavera
- Androsace alpina (Primulaceae) - Androsace alpina
- Androsace obtusifolia (Primulaceae) - Gelsomino di monte (raro)
- Primula daonensis (Primulaceae)
- Primula hirsuta (Primulaceae) - Primula alpina
- Primula vistosa (Primulaceae)
- Minuartia sedoides (Caryophyllaceae)
- Silene exscapa (Caryophyllaceae) - Silene alpina
- Luzula lutea (Juncaceae) - Luzula
- Luzula spicata (Juncaceae)
- Euphrasia minima (Santalaceae) - Eufrasia
- Veronica bellinoides (Scrofulariaceae) - Veronica alpina
- Gentiana brachiphylla (Genzianaceae)
- Polygonum viviparum (Polygonaceae) - Serpentina
- Sempervivum montanum (Crassulariaceae) - Semprevivo
- Lloydia serotina (Gigliaceae)

#### Curvulo-nardeto
Il curvulo-nardeto (da Carex curvula e Nardus stricta), si forma quando il nardeto (altro pascolo magro) si spinge in alto sino ad associarsi alla Carice.
- Carex curvula (Cyperaceae) - Carice curva
- Nardus stricta (Graminaceae) - Fieno di monte o Nardo
- Nardus alpigenum (Graminaceae)
- Avenula versicolor (Graminaceae)
- Festuca halleri (Graminaceae) - Festuca
- Poa alpina minor (Graminaceae) - Fienarola di monte
- Androsace obtusifolia (Primulaceae) - Gelsomino di monte
- Primula minima (Primulaceae) - Primula nana
- Juncus jacquini (Juncaceae)
- Juncus trifidus (Juncaceae)
- Potentilla erecta (Rosaceae) - Cinquefoglie tormentilla
- Senecius incanus (Compositae) - Senecio
- Phiteuma hemisphericum (Campanulaceae)
- Ligustrum mutellina (Ombrelliferae) - Ligustro nano
- Loiseleuria procumbens (Ericaceae) - Loiseleuria (in omaggio a Jean-Louis-Auguste Loiseleur Deslongchamps, botanico francese del XIX secolo)
- Trifolium nivale (Papilionaceae)
- Pedicularis kerneri (Scrofulariaceae)

#### Firmeto
Il firmeto (da Carex firma), forma cuscinetti "a gradino" sui pendìi più ripidi. Prezioso per limitare l'erosione.
- Carex firma (Cyperaceae)
- Salix retusa (Salicaceae)
- Salix reticulata (Salicaceae)
- Dryas octopetala (Rosaceae) - Driade o Camedrio alpino (specie tipica delle terre artiche)
- Silene acaulis (Caryophyllaceae) - Silene nana
- Gentiana clusii (Gentianaceae) - Genziana clusia (da Charles de l'Écluse o Carolus Clusius botanico francese del XVI secolo)
- Saxifraga caesia (Saxifragaceae)

#### Nardeto
Il nardeto (da Avenilla flexuosa e Nardus stricta), è un'associazione acidofila degli alti pascoli.
- Avenilla flexuosa (Graminaceae)
- Nardus stricta (Graminaceae) - Nardo
- Anthoxanthum alpinum (Graminaceae) (aromatica, se ne estrae la Cumarina)
- Avenula versicolor (Graminaceae)
- Agrostis rupestris (Graminaceae)
- Festuca halleri (Graminaceae)
- Hieracium alpinum (Compositae)
- Hieracium auranthiacum (Compositae)
- Hieracium glaciale (Compositae)
- Leòntodon helveticus (Compositae)
- Senecius carniolus (Compositae)
- Vaccinium gaultherioides (Ericaceae)
- Vaccinium myrtillus (Ericaceae) - Mirtillo nero
- Vaccinium vitis-idaea (Ericaceae) - Mirtillo rosso
- Luzula lutea (Juncaceae)
- Luzula spicata (Juncaceae)
- Juncus trifidum (Juncaceae)
- Pedicularis tuberosa (Scrofulariaceae)
- Veronica bellioides (Scrofulariaceae)
- Coeloglossum viride (Orchidaceae) - Celoglosso verde
- Carex sempervirens (Cyperaceae)
- Potentilla grandiflora (Rosaceae)
- Campanula scheuchtzeri (Campanulaceae)
- Ranunculus montanus (Ranuncolaceae) - Ranuncolo di monte
- Gentiana lutea (Gentianaceae) - Genziana maggiore
- Euphrasia minima (Santalaceae) - Eufrasia nana

#### Festuceto
Il festuceto (da Festuca alpestris e Festuca varia) è presente sia su suoli acidi che alcalini e sovente, nelle parti più elevate, si mescola al nardeto.
- Festuca alpestris (Graminaceae) - Festuca di monte
- Festuca varia (Graminaceae)
- Festuca halleri (Graminaceae)
- Festuca rubra (Graminaceae)
- Phleum alpinum (Graminaceae) - Fleo o Coda di topo
- Centaurea nervosa (Compositae) - Centaurea (dall'uso che il centauro Chirone ne faceva come emostatico)
- Centaurea uniflora (Compositae)
- Leòntodon hispidus (Compositae)
- Crepis aurea (Compositae) - Radichella arancione
- Trifolium badium (Papilionaceae)
- Trifolium pratense (Papilionaceae) - Trifoglio dei prati
- Trifolium repens (Papilionaceae) - Trifoglio bianco o rampicante
- Asphodelus albus (Liliaceae) - Asfodelo alpino
- Paradisia liliastrum (Liliaceae) - Giglio di S.Bruno
- Dianthus barbatus (Caryophyllaceae) - Garofanino di monte (dal greco διάνθος = garofano)
- Knautia longifolia (Dipsacaceae) - Ambretta alpina
- Anemone narcissiflora (Ranuncolaceae) - Anemone narciso
- Pedicularis gyroflexa (Scrofulariaceae)

#### Seslerieto
Il seslerieto (da Sesleria coerulea)
- Sesleria coerulea (Graminaceae) - Fienarola celeste
- Aster alpinus (Compositae) - Astro alpino
- Leontopodium alpinum (Compositae) - La celebre Stella alpina, solo su terreni calcarei. (Dal greco λέον = leone e πούς, ποδός = piede)
- Potentilla aurea (Rosaceae) - Cinquefoglie fiori d'oro
- Potentilla crautzii (Rosaceae)
- Anthillis rupestris (Papilionaceae)
- Biscutella laevigata (Cruciferae) - Biscutella montanina
- Anemone alpina (Ranuncolaceae) - Anemone alpina
- Viola calcarata (Violaceae) - Violetta di monte
- Nigritella nigra (Orchidaceae) - Nigritella o Vaniglione (per il forte profumo di vaniglia che diffonde)

#### Loiseleurieto
Il Loiseleurieto (da Loiseleuria procumbens) forma dei pascoli a brughiera che precedono il piano alpino inferiore. Può essere presente sia in terreni silicei che in suoli calcarei.
- Acidofilo
  - Loiseleuria procumbens (Ericaceae) - Loiseleuria o Azalea nana o prostrata
  - Agrostis ruppestris (Graminaceae)
  - Avena versicolor (Graminaceae)
  - Carex capillaris (Cyperaceae)
  - Aster alpinus (Compositae) - Astro alpino (con un solo fiore)
  - Aster garibaldi (Compositae) - Astro Garibaldi (con due fiori)[Fenaroli]
  - Aster bellidiastrum (Compositae)
  - Hieracium alpinum (Compositae)
  - Silene acaulis (Caryophyllaceae) - Silene nana
  - Primula auricula (Primulaceae) - Primula orecchia d'orso
  - Luzula multiflora (Juncaceae)
- Basofilo
  - Loiseleuria procumbens (Ericaceae) - Loiseleuria
  - Carex atrata (Cyperaceae)
  - Potentilla crautzii (Rosaceae) - Potentilla
  - Ligusticum mutellinoides (Ombrelliferae)
  - Campanula alpina (Campanulaceae) - Campanula alpina
  - Gentiana pumilia (Genzianaceae)
  - Hedysarum hedysaroides (Papilionaceae)
  - Pinguicola alpina (Lentibulariaceae) - Pinguicola (specie carnivora insettivora, vive su rocce calcaree umide)
  - Viola alpina (Violaceae) - Violetta delle Alpi
  - Biscutella laevigata (Cruciferae) - Biscutella montanina
  - Minuartia verna (Caryophyllaceae) - Minuarzia
  - Salix retusa (Salicaceae)
  - Pedicularis rostrato-capitata (Scrofulariaceae) (in terreni umidi acidi)

### Piano alpino inferiore

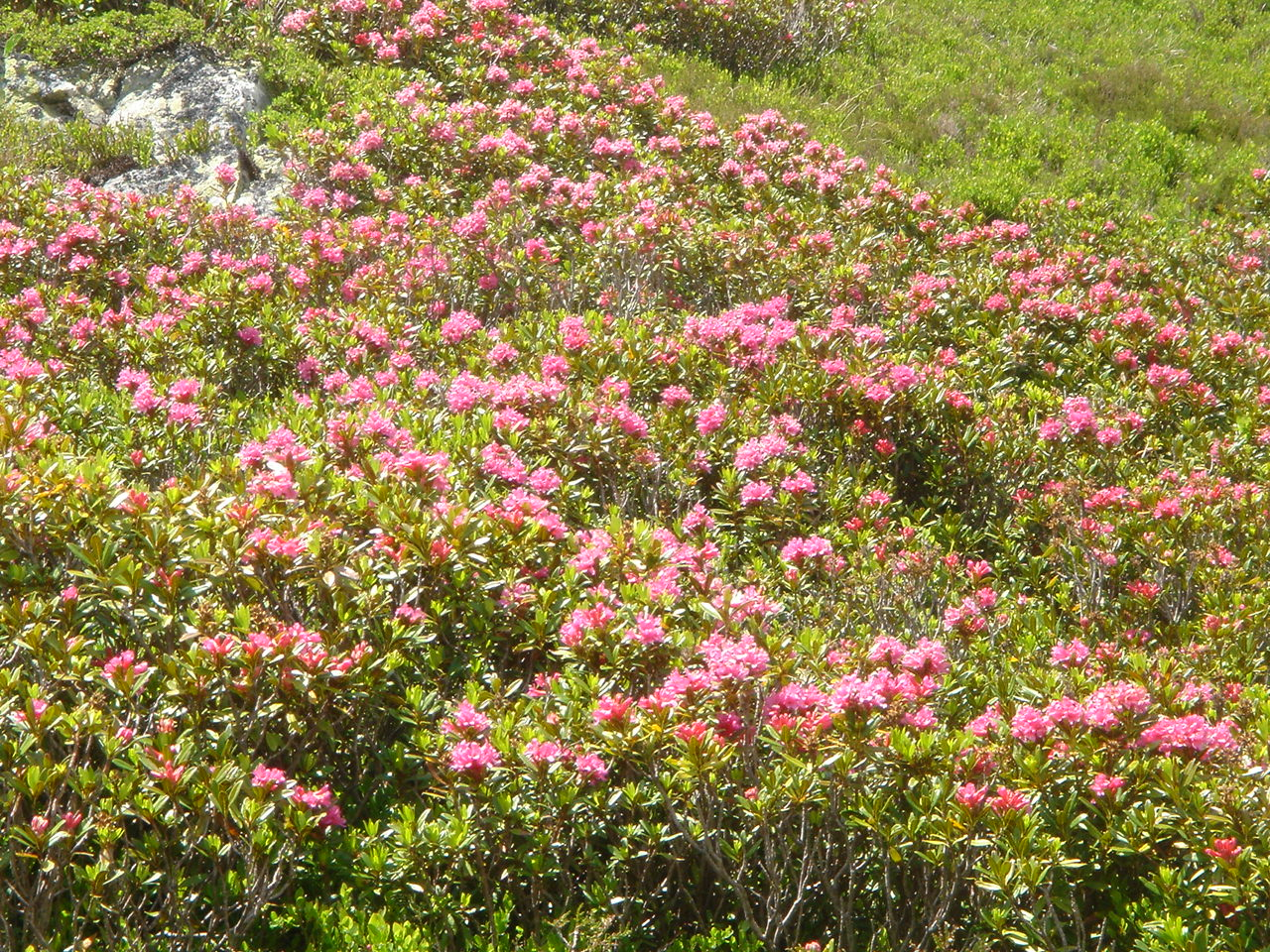
Piano alpino inferiore: arbusteto a Rhododendron

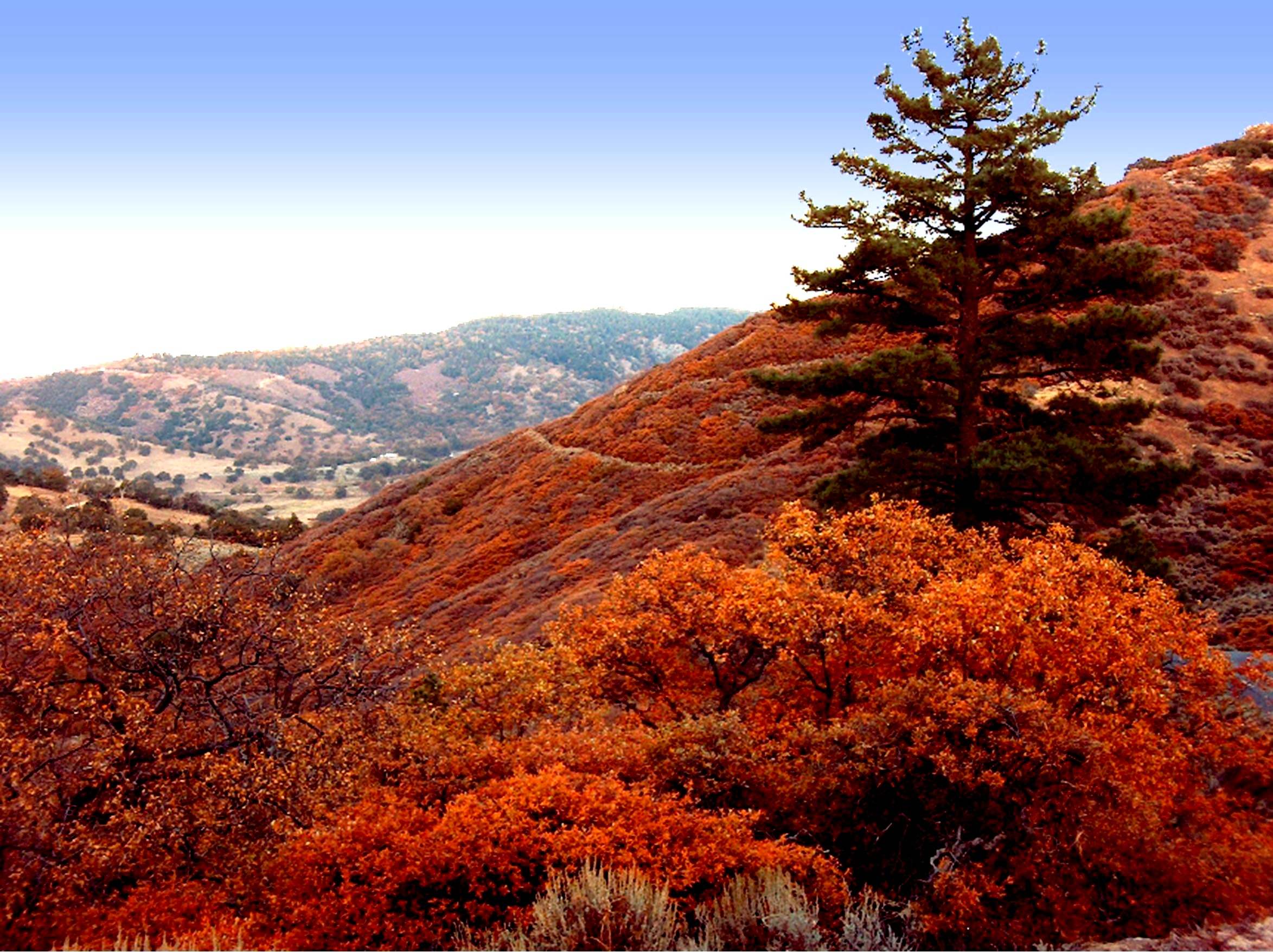
Piano alpino inferiore: arbusteti e alberi nani
Fotografia ai raggi IR

È il piano degli arbusteti e delle specie arboree nane o contorte. Salendo, rappresenta l'inizio dell'ambiente autenticamente alpino, privo di alberi e luogo di alterna copertura di prati e arbusti, interfaccia fra l'Alpe boscosa e l'Alpe prativa, sotto la fascia delle vette. Qui, oltre il limite della vegetazione arborea, si spingono gli arbusti e le specie arboree pioniere che assumono le forme più adatte alla sopravvivenza: contorte, nane, prostrate.

#### Arbusteti a Rododendro e Brughiera alpina
I Rododendri (chiamati anche "Rose delle Alpi") sono gli arbusti più noti, per la loro ricca fioritura che si prolunga spesso sino ad agosto inoltrato. Il rodoreto non forma una vera e propria associazione, ma negli spazi liberi accoglie molte specie, spesso provvisorie, di cui le più frequenti e ricercate sono il Mirtillo nero, la Genziana gialla e l'Arnica.
- Rhododendron ferrugineum (Ericacee) (Su suoli silicei. Così chiamato perché la pagina inferiore delle foglie non è verde ma color ruggine. Dal greco ρόδον = rosa e δένδρον = albero)
- Rhododendron hirsutum (Ericacee) (Su suoli calcarei. Così chiamato perché i margini delle foglie sono ciliati con minutissime spine).
- Vaccinium myrtillus (Ericacee) - Mirtillo nero
- Calluna vulgaris (Ericacee) - Brugo
- Lycopodium alpinum (Lycopodiaceae) - Licopodio alpino (dal greco λυκός = lupo e πούς, ποδός = piede)
- Lycopodium clavatum (Lycopodiaceae) - Licopodio officinale
- Gentiana lutea (Gentianaceae) - Genziana maggiore
- Gentiana purpurea (Gentianaceae) - Genziana purpurea
- Arnica montana (Compositae) - Arnica (specie medicinale)

Su terreni alcalini il Rhododendron hirsutum può accompagnarsi a Salici nani e specie erbacee dei pascoli calcarei, quali la Sesleria coerulea.
Quando molte ericacee, per diverse condizioni ambientali, non escluso l'intervento umano, vengono a trovarsi assieme nella formazione di arbusteti relativamente ampi, risulta legittimo parlare di Brughiera alpina, in senso più morfologico e funzionale che (geobotanicamente) strutturale.
Le principali ericacee coinvolte sono: 
- Calluna vulgaris - Brugo
- Erica carnea - Erica carnicina o scopina (dal greco ερέικειν = rompere)
- Vaccinium myrtillus - Mirtillo nero
- Vaccinium uliginosum - Mirtillo blu o Bagolo. (Idrofilo, è presente nelle zone umide e paludose a fianco degli sfagni).
- Arctostaphylos uva-ursi - Uva ursina (Su suoli asciutti e magri. Dal greco αρκτός = orso e σταφιλή = uva)
- Loiseleuria procumbens - Loiseleuria o Azalea nana o Azalea prostrata
- Dryas octopetala - Camedrio alpino o Driade (Tipica della Tundra artica, dove esiste la "vegetazione a Dryas")

#### Arbusteti a Ontano verde
Lungo i versanti bacìi e umidi, su terreni silicei, e specialmente a fianco dei corsi d'acqua, si diffondono i popolamenti di Alnus viridis (Ontano verde). Specie igrofila, molto resistente, funge da specie pioniera per le peccete (Picea excelsa o Abete rosso), sopravanzandole oltre il limite degli alberi. L'Ontano si associa con specie varie a seconda dell'altitudine. Per questa pianta arbustiva e anche arborescente, estremamente adattiva, la fascia altitudinale di attecchimento è particolarmente estesa e va dai 600 ai 2800 m. A quote inferiori gli subentra l' Alnus glutinosa.
- Alnus viridis o Alnus minor (Betulacee) - Ontano verde
- Adenostyles alliarica (Compositae)
- Mulgedium alpinum (Compositae)
- Chaerophyllum villarsii (Ombrelliferae)
- Aconitum napellus (Ranuncolaceae) - Aconito
- Aconitum lycoctonum (Ranuncolaceae) - Aconito giallo
- Aconitum paniculatum (Ranuncolaceae)
- Athyrium alpestre (Polypodiacee)

#### Popolamenti a ginepro nano
Sempre contorti, striscianti, in grex prostrata, i ginepri nani giungono dalle dune marine a queste altitudini e le superano anche (3500 m sul Monte Rosa) per la loro eccezionale resistenza, frugalità e capacità di adattamento. Non formano una vera e propria Associazione, ma, tra le larghe "maglie" degli intricati tappeti che essi formano strisciando sul terreno, ospitano moltissime specie ad ecologia simile.
- Juniperus nana (Cupressaceae) - Ginepro nano alpino
- Calluna vulgaris (Ericacee) - Brugo
- Erica carnea (Ericacee) - Erica rosa
- Arctostaphylos uva-ursi (Ericacee) - Uva ursina
- Festuca varia (Graminacee) - Festuca
- Myosotis alpestris (Boraginacee) - Non ti scordar di me (dal greco μύς = topo e ότος = orecchio)
- Aconitum napellus (Ranuncolaceae) - Aconito
- Geranium silvaticum (Geraniacee) - Geranio di monte
- Alchemilla xanthochlora (Rosaceae) - Alchemilla o Erba stella
- Alchemilla alpina (Rosaceae) - Alchemilla alpina

#### Popolamenti a pino montano
Il Pino montano forma vaste colonie di individui aggruppati o sparsi ed ha la capacità di adattarsi al clima assumendo portamenti assai diversi: a quote inferiori, infatti, in assenza di venti e di freddi eccessivi, è eretto (grex arborea) raggiungendo anche i 30 m, ma oltre i 2000 m e senza barriere protettive naturali, deve contrarsi in forme più ridotte e difensive (grex frutescens erecta) o addirittura striscianti (grex prostrata). Del Pino montano esistono diverse varietà:
- var. uncinata (endemico dell'Engadina)
- var. pumilio
- var. mughus (noto per la produzione del "mugolio")

Quest'ultima, in particolare, è una varietà assai frugale che, assieme all'Erica carnea, forma il "Mugo-ericetum" (da Pinetum mughi e Ericetum carneae), associazione che riesce a colonizzare le pietraie calcaree (laddove queste sono quasi stabili), fissando le pietre e preparando il suolo per le specie arboree che seguiranno.

#### Specie isolate tipiche
Spesso nel piano alpino si incontrano specie erbacee di dimensioni maggiori della media, ma soprattutto evidentemente non legate alle associazioni prative. Esse sono comunque tipiche dell'ambiente alpino e vegetano laddove trovano condizioni favorevoli.
- Rumex alpinus (Polygonaceae) - Romice o Lopazio (specie medicinale)
- Urtica dioica (Urticaceae) - Ortica (specie ubiqua, nitrofila, vive in zone molto acide e azotate; frequente vicino alle stalle e alle malghe)
- Cirsium spinosissimum (Compositae) - Cardo alpino (grande cardo frequente nei nardeti non troppo magri)
- Epilobium angustifolium (Enoteraceae o Onagraceae) - Epilobio o Camenerio (al disopra dei 1000 m è specie pressoché ubiqua. Decisamente igro-idrofila, cresce prevalentemente presso i corsi d'acqua e fiorisce tutta l'estate con i suoi racemi rosa intenso, formando spesso vaste colonie. A quote superiori (oltre i 2000 m) è sostituita dalla varietà " fleischerii" e a quote inferiori (800 m) dalla varietà "latifolium".
- Aconitum napellus (Ranuncolaceae) - Aconito (pianta imponente, nitrofila, dalle grandi foglie palmate e i grappoli di fiori azzurro-indaco. Contiene l'Aconitina, uno dei più potenti veleni vegetali esistenti in natura)
- Drosera rotundifolia (Droseraceae) - Drosera (specie insettivora, cresce nelle zone umide e nelle torbiere, a fianco degli sfagni fra i 1800 e i 2500 m. Contrariamente alle precedenti è molto piccola (3 – 5 cm)

## Galleria d'immagini

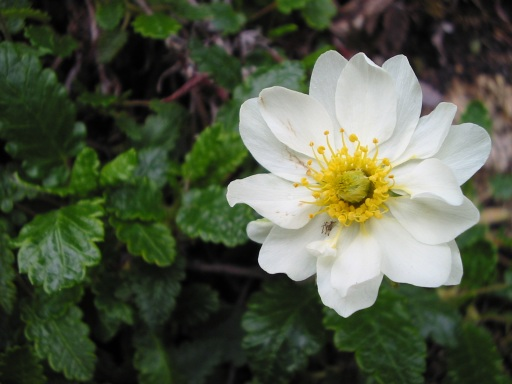
Driade o Camedrio alpino
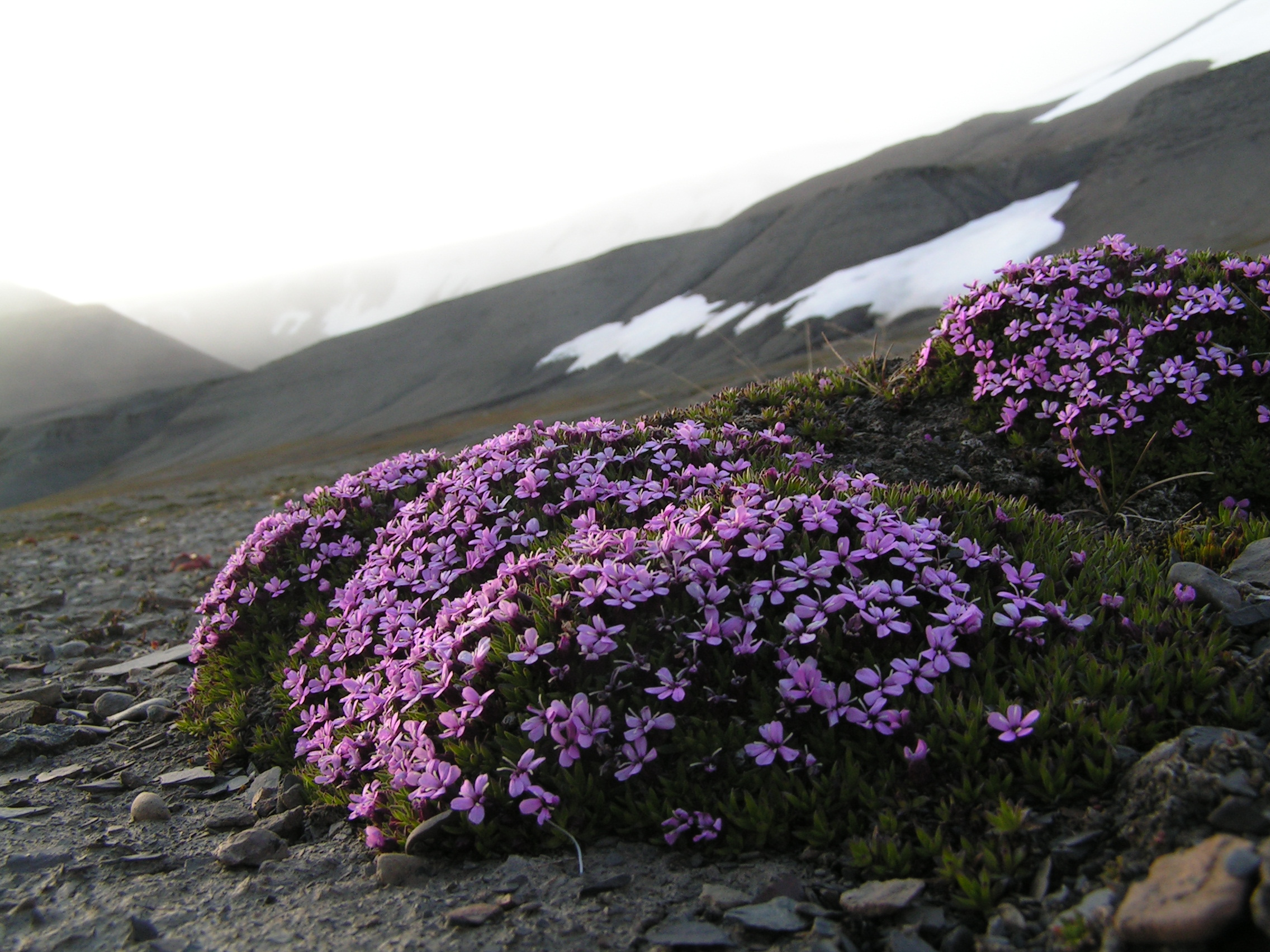
Silene nana
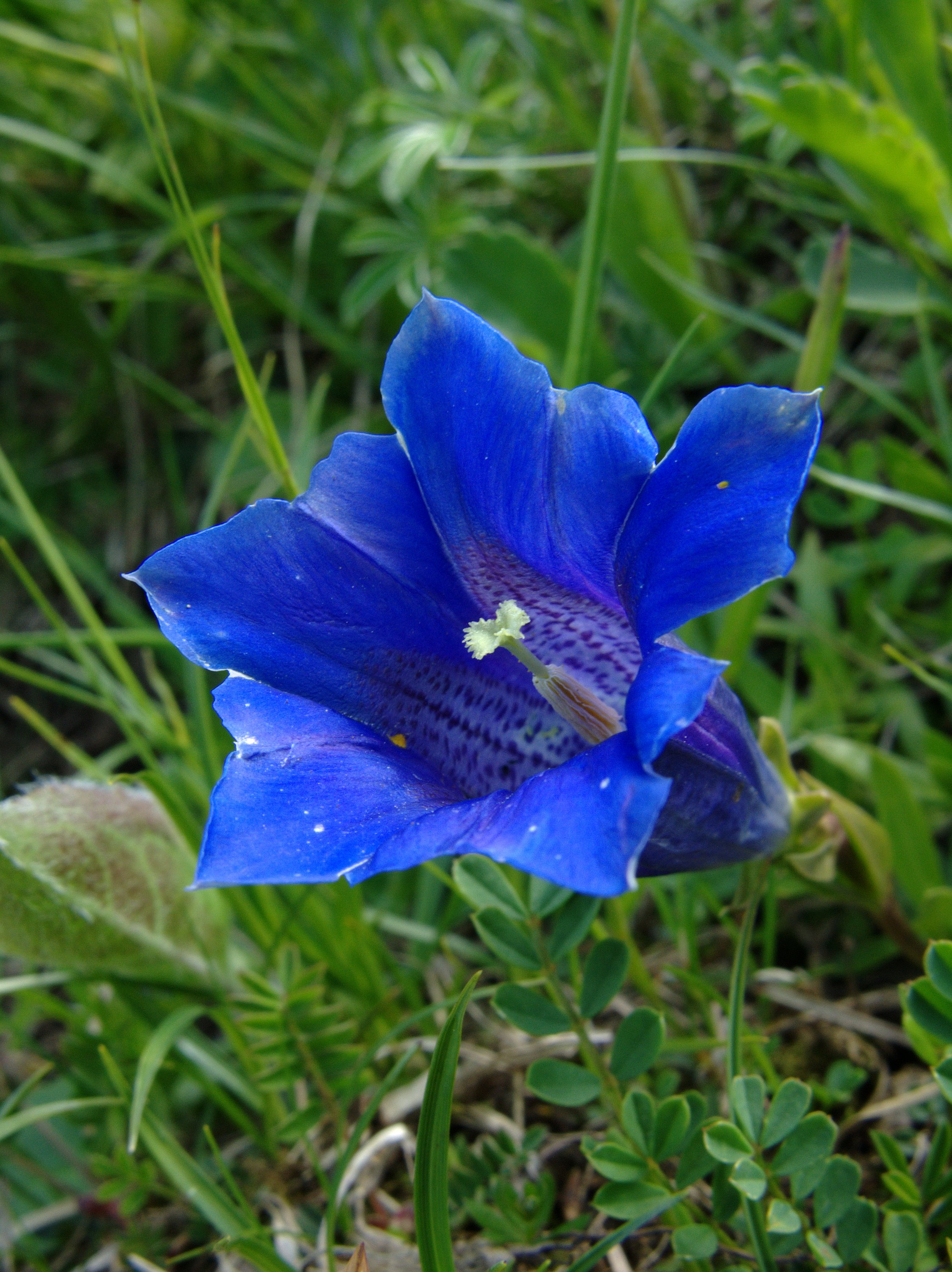
Genziana clusia
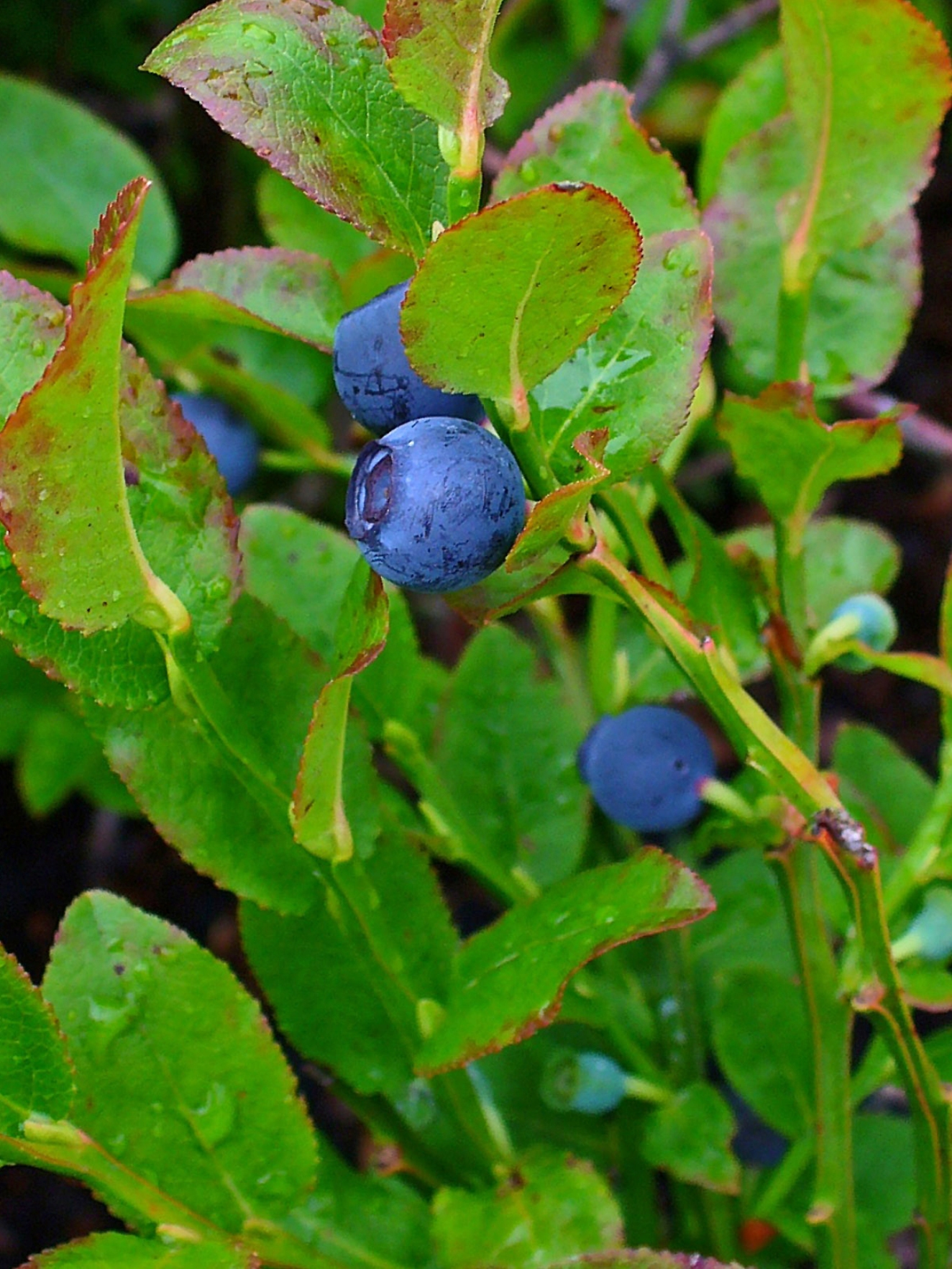
Mirtillo nero
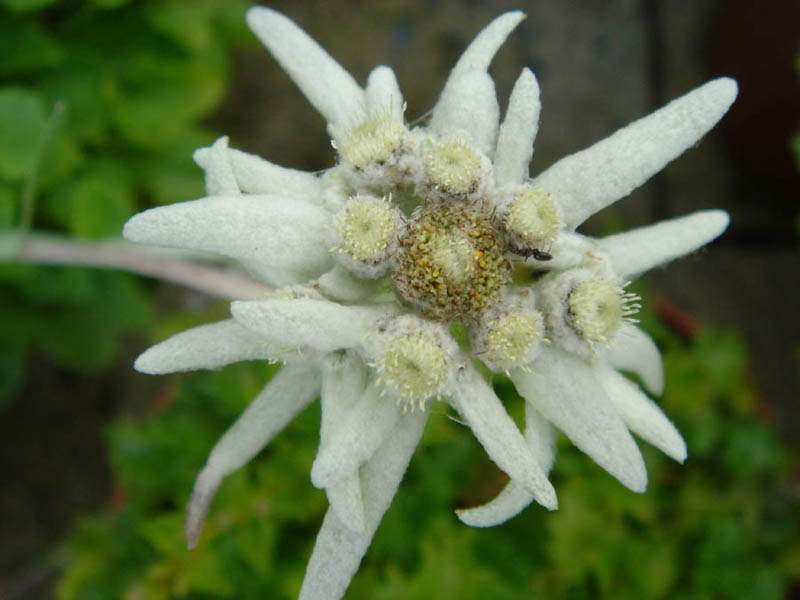
Stella alpina
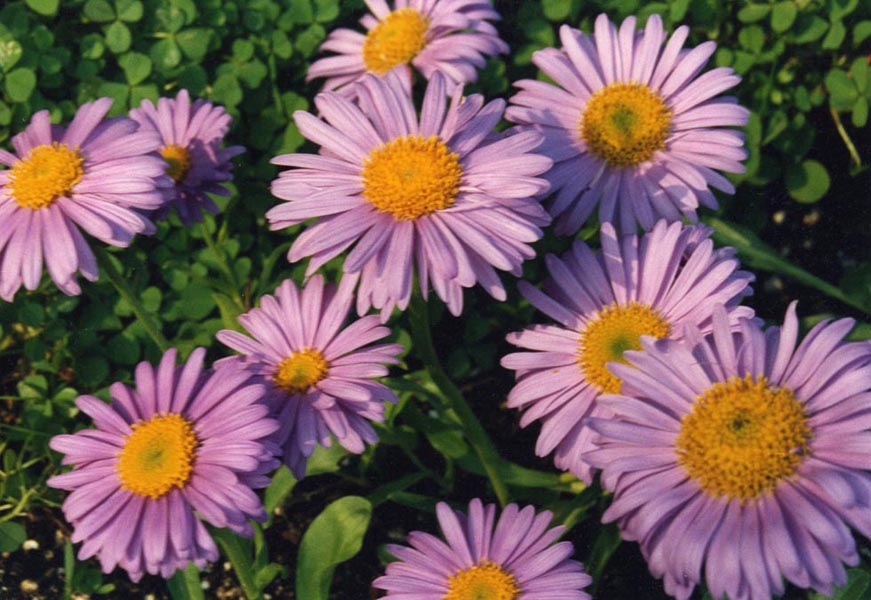
Astro alpino
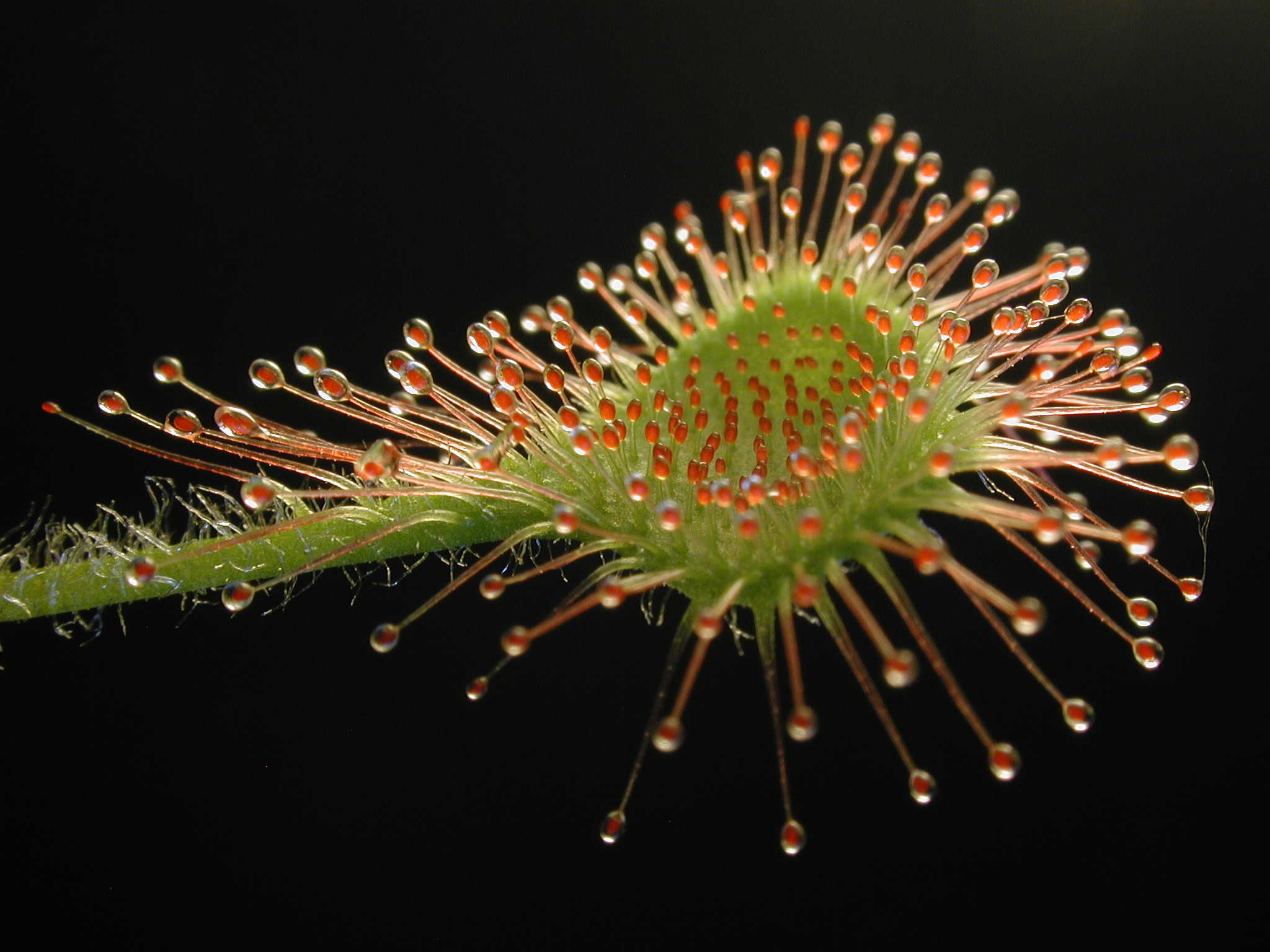
Drosera
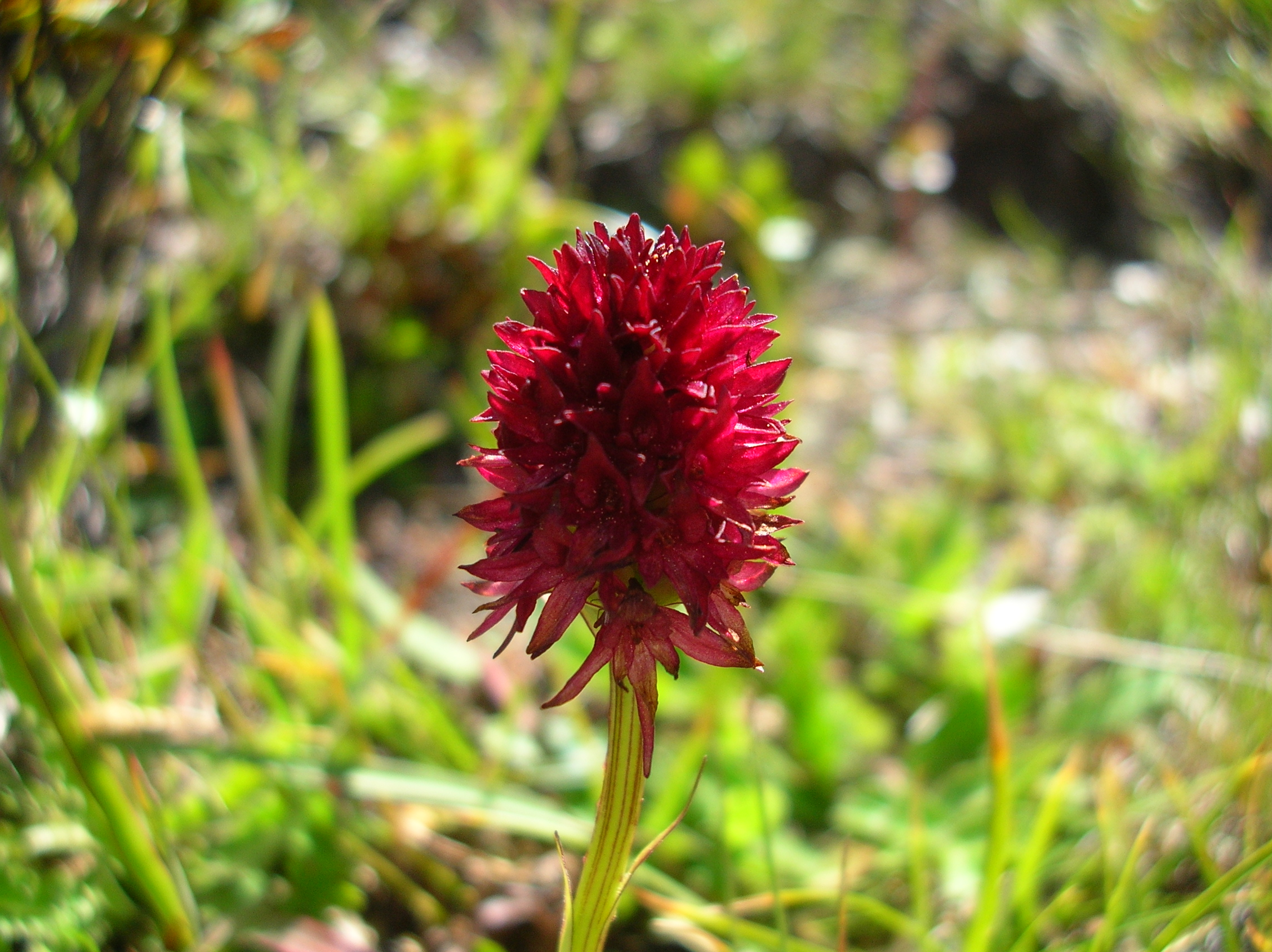
Nigritella o Vaniglione
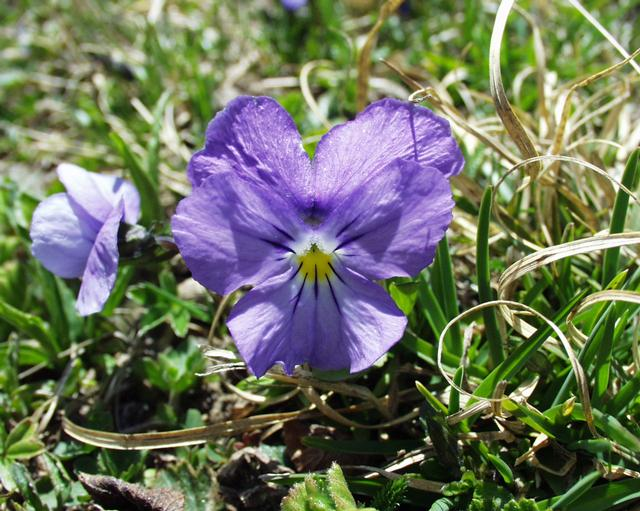
Viola di monte
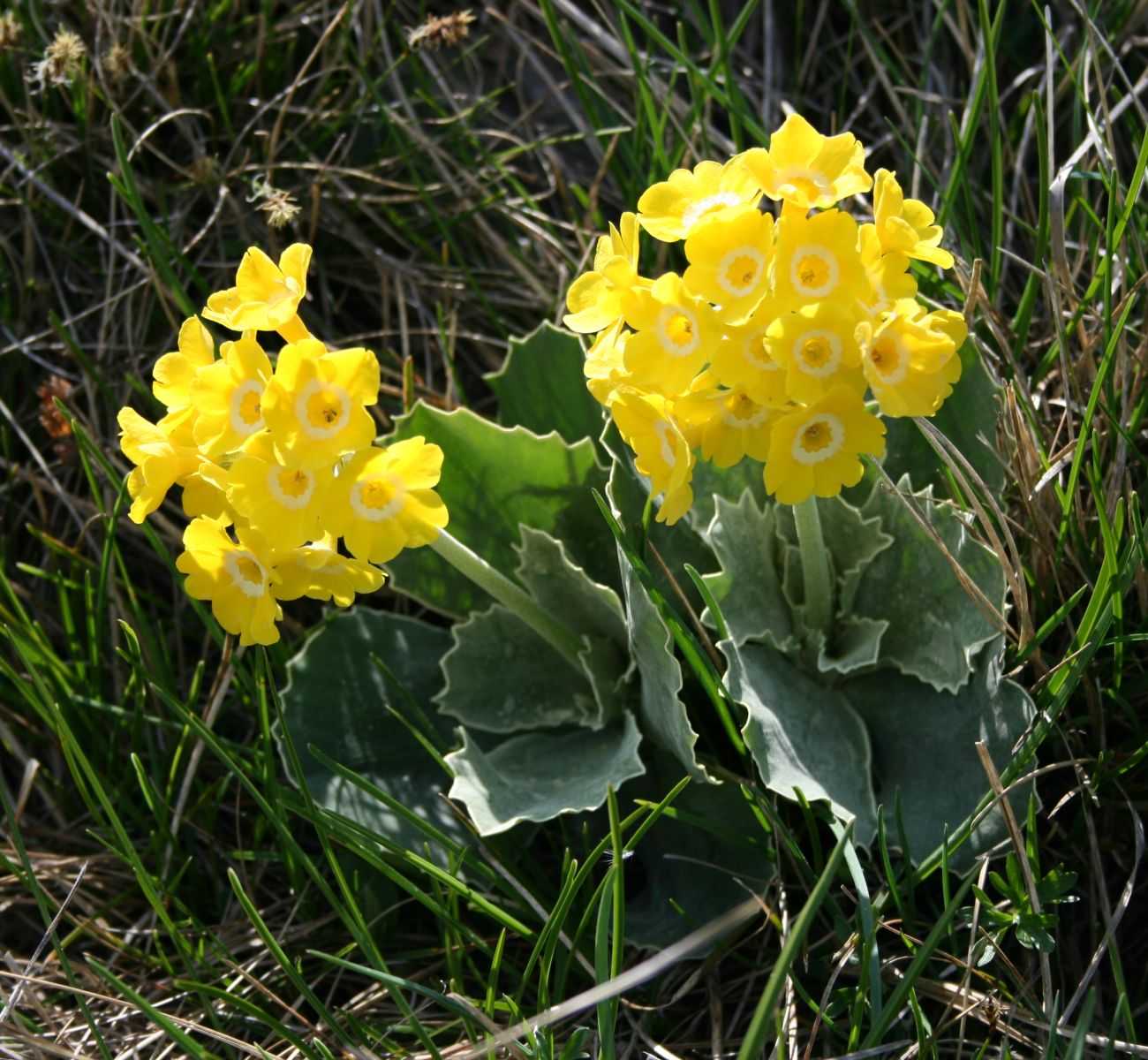
Primula orecchia d'orso
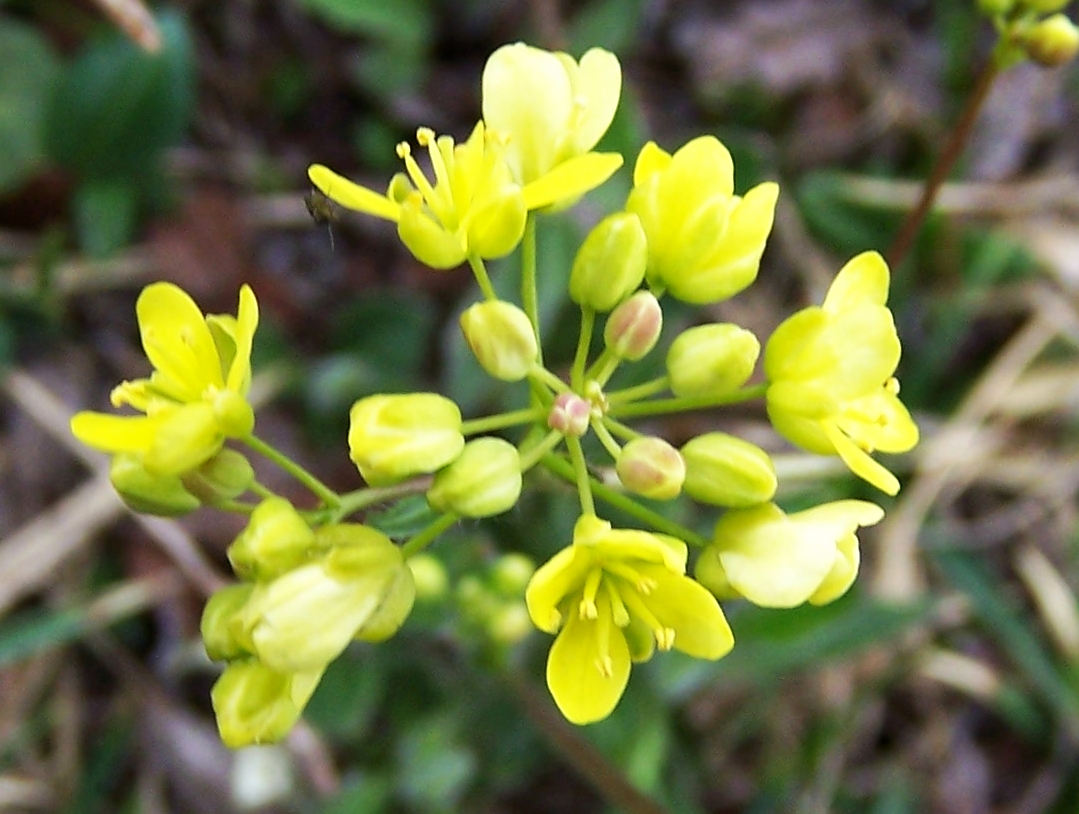
Biscutella montana
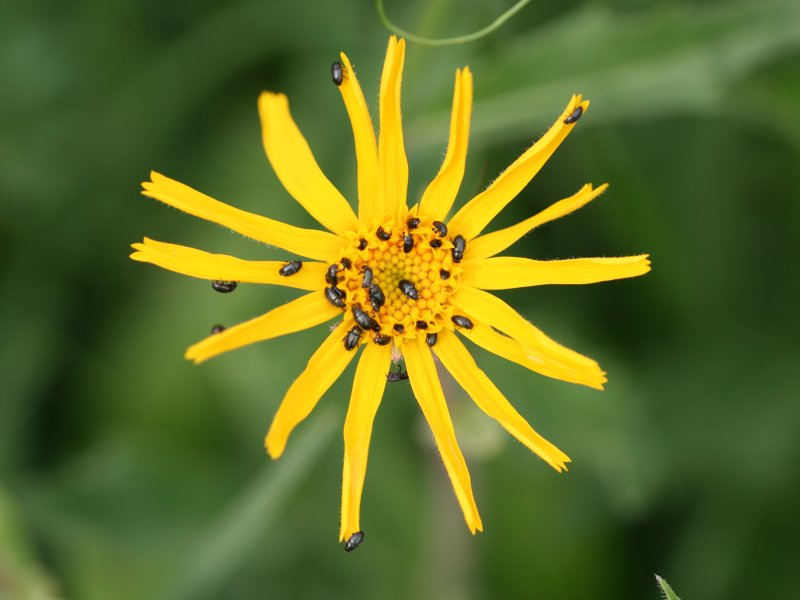
Arnica
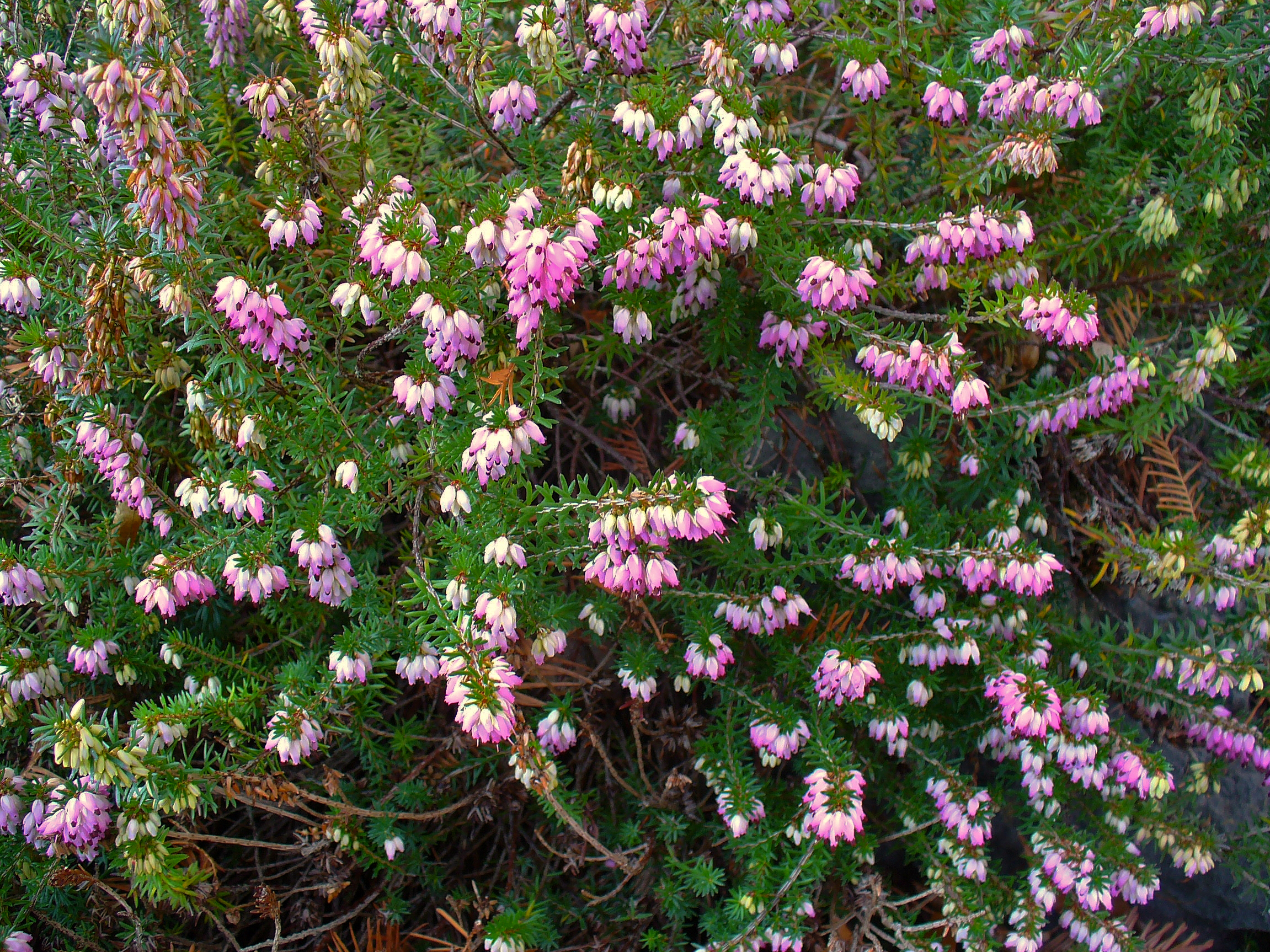
Erica arborea o carnescente
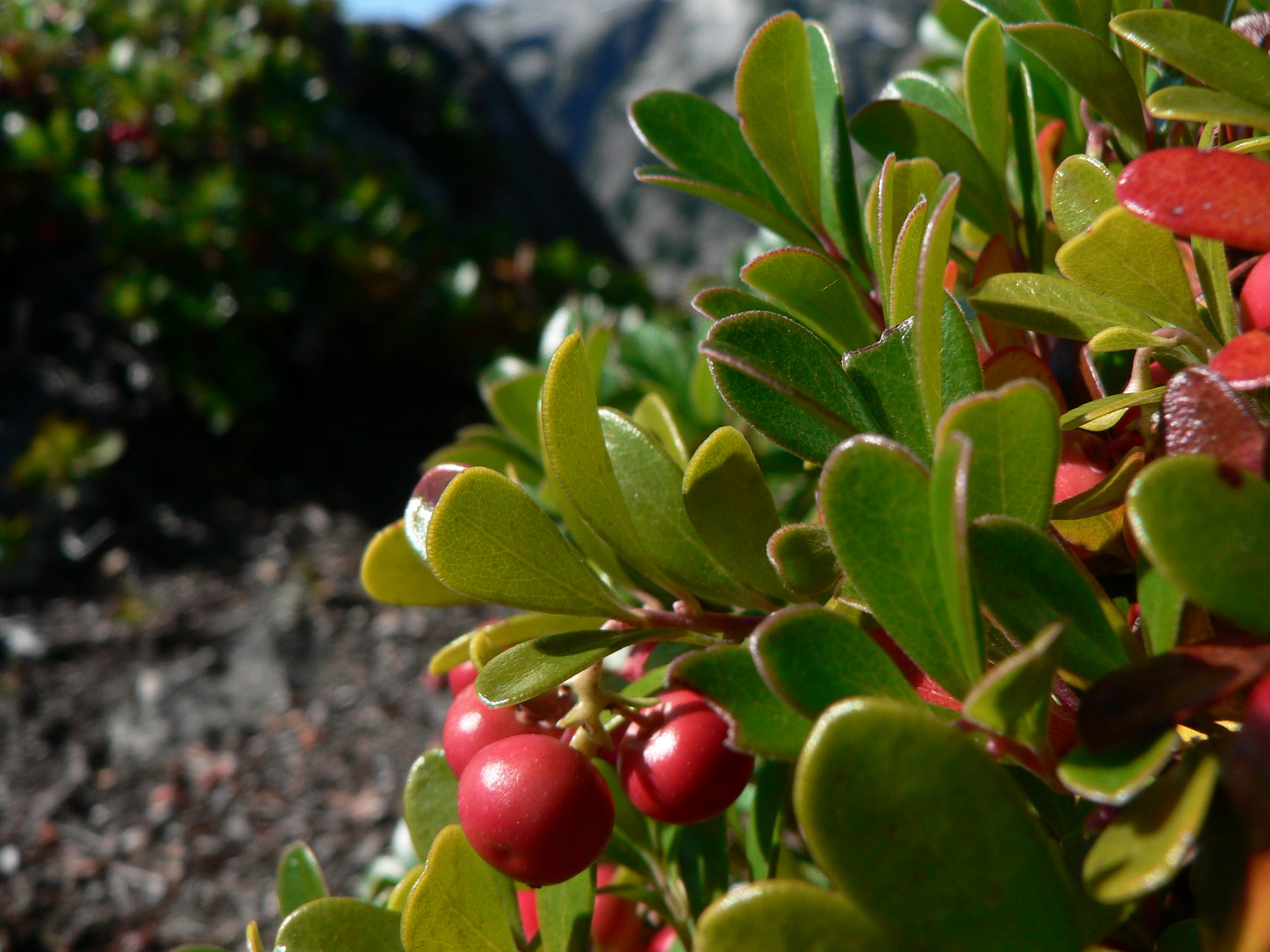
Uva ursina
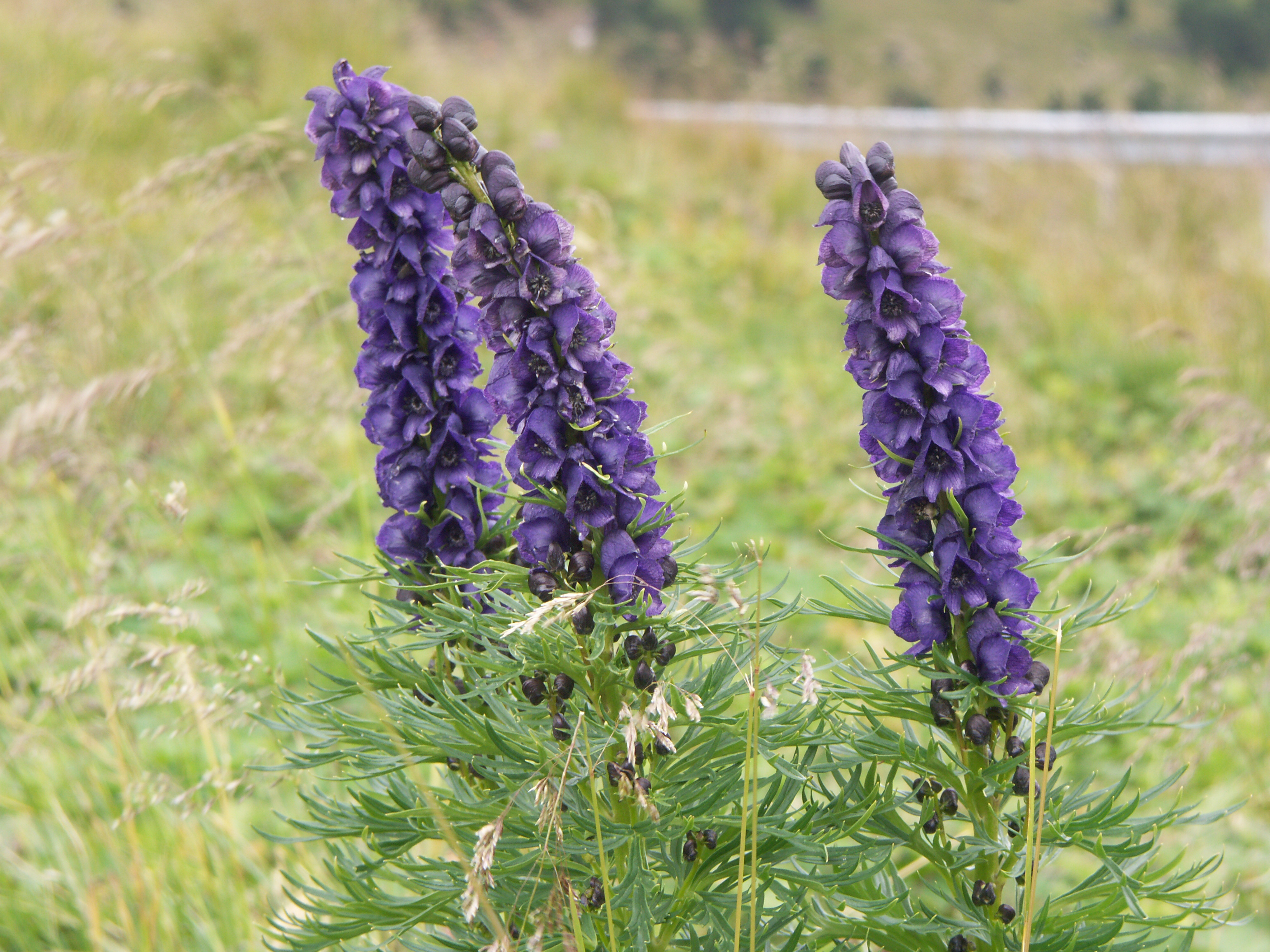
Aconito
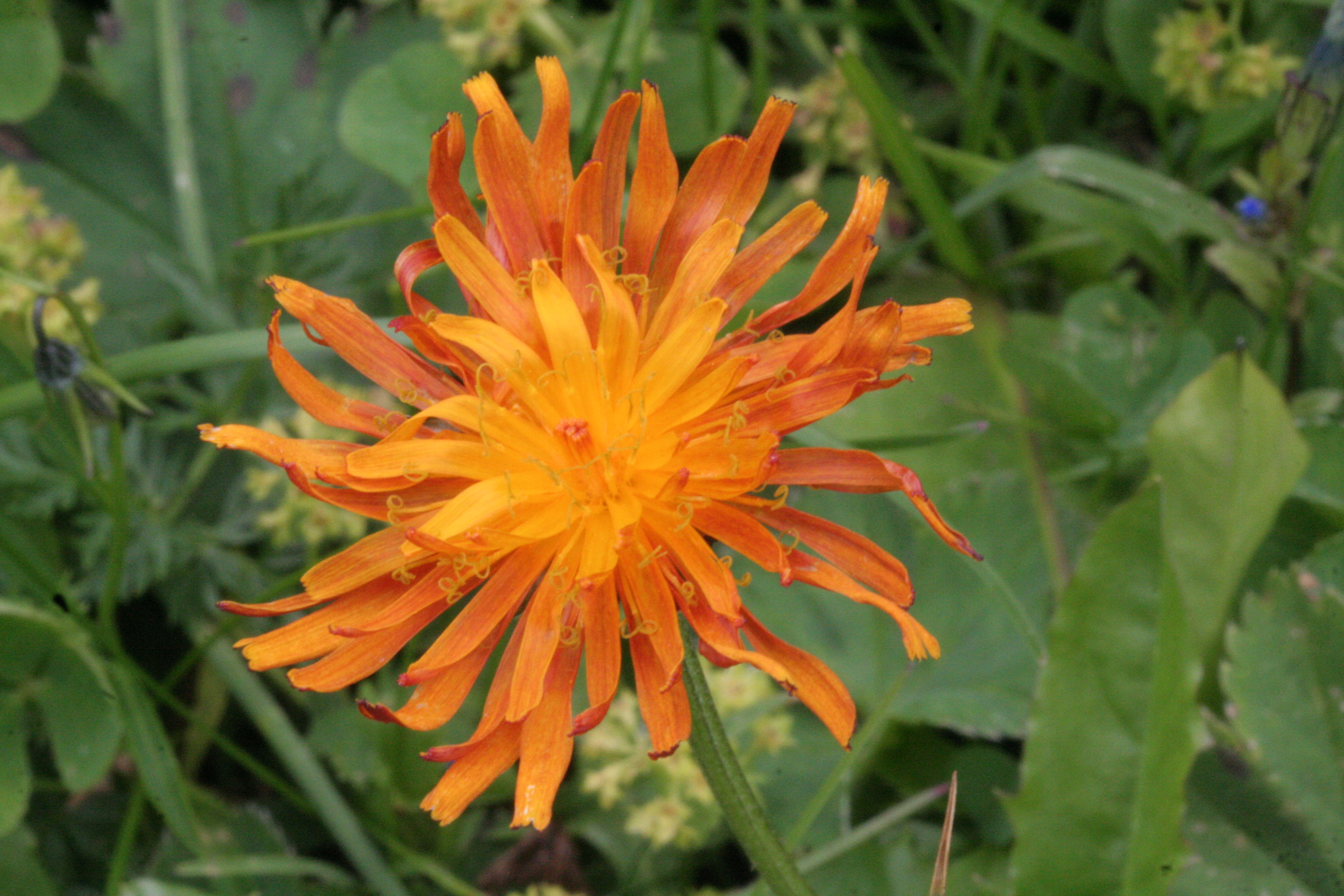
Radichella arancio
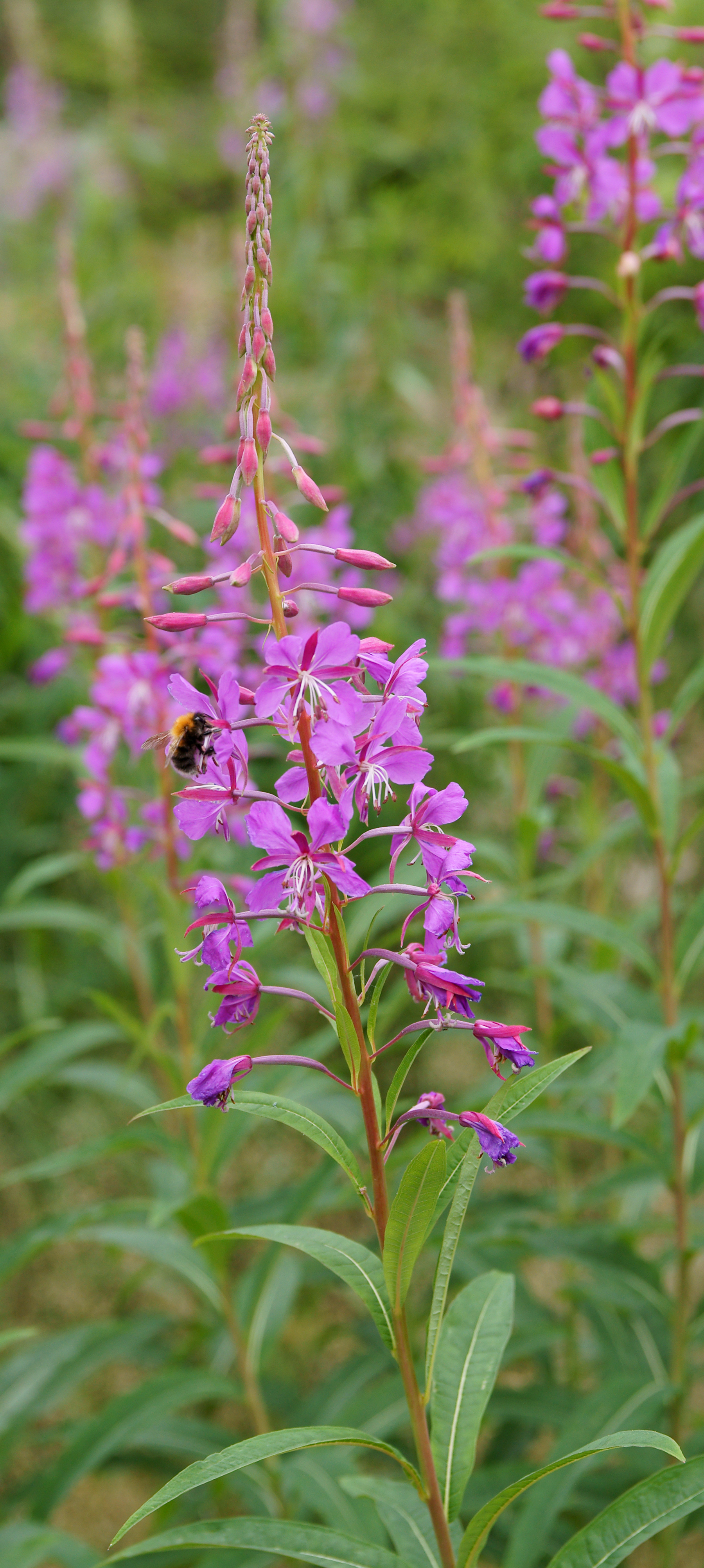
Epilobio o Camenerio